# Остров Фазанов
Остров Фазанов (баск. Konpantzia, исп. Isla de los Faisanes, фр. Île des Faisans), также остров Конференций (фр. Île de la Conférence) — остров посреди реки Бидасоа, неподалёку от её впадения в Бискайский залив, находящийся в совместном владении Испании и Франции. Администрация испанского города Ирун (слева) и администрация французского города Андай (справа) сменяют друг друга на острове площадью 6820 м² раз в полгода.

## Этимология
Фазаны на острове не водятся. Предполагается, что название может быть неправильным толкованием какого-то французского слова, связанного с «проездом» или «пошлиной». Название «Конференция» могло произойти от международных встреч, проводимых там.

## История
Самым важным историческим событием, произошедшим на острове, стало подписание Пиренейского договора. Он стал кульминацией серии из 24 конференций, проведенных между Луисом Мендесом де Харо, грандом Испании, и Джулио Мазарини, первым министром Франции, в 1659 году после окончания Тридцатилетней войны. В память об этой встрече в центре острова был воздвигнут монолит.
Остров также использовался для нескольких других королевских встреч:
- 1659 — Людовик XIV встретил свою будущую жену Марию Терезию Испанскую (1638—1683); они стали родителями Людовика Великого Дофина; год спустя во время встречи на острове Фазанов — она попрощалась со своим отцом, Филиппом IV и большей частью испанского двора, после чего переехала во Францию, чтобы стать супругой Людовика XIV.
- 1721 — Людовик XV встретил свою предполагаемую невесту Мариану Викторию Испанскую (1718—1781). Они так и не поженились; вместо этого Людовик женился на Марии Лещинской, а Мариана — на Жозе I.

## Политический статус
Остров является кондоминиумом, самым маленьким в мире, находится под совместным владением Испании и Франции, и в течение шести месяцев поочередно официально находится под управлением командующих военно-морскими силами Сан-Себастьяна (1 февраля — 31 июля) и Байонны (1 августа — 31 января). В настоящее время французская должность «адъюнкт директора департамента, делегат по вопросам моря и побережья Атлантических Пиренеев и Ланд» носит титул «вице-король острова Фазанов», что является необычным для Французской Республики. Одним из французских офицеров с таким титулом был Жюльен Вио, более известный как писатель Пьер Лоти. На практике он поочерёдно управляется мэрами городов Ирун (Испания) и Андай (Франция).

## География
По состоянию на январь 2018 года длина острова составляет около 200 метров, ширина — 40 метров (130 футов), и он подвергается эрозии
Поскольку линия франко-испанской границы проходит по тальвегу основного русла реки Бидасоа, которая находится на северном берегу островка, вся территория острова Фазан является анклавом, расположенным в пределах границ Испании.

## Доступ
Во время отлива на остров иногда можно попасть пешком с испанской стороны. Остров необитаем, и доступ на него запрещён, за исключением редких случаев в дни открытых дверей. Кроме того, раз в полгода на остров могут попасть сотрудники муниципальных властей Ируна или Андай для уборки и озеленения, а раз в пять дней на остров высаживаются представители военно-морских командований Сан-Себастьяна (Испания) и Байонны (Франция), отвечающие за мониторинг острова.